# موتور عشايري محمد دزحكم (اسماعيلي كرمان)
موتور عشایري محمد دزحکم (بالإنجليزية: Mowtowr-e Ashayiri Mohammad Dezhkam)‏ هي منطقة سكنية تقع في إيران في منطقة إسماعيلي. يقدر عدد سكانها بـ 223 نسمة .